# Westernreitabzeichen
Die Westernreitabzeichen (kurz: WRA) sind Abzeichen der Deutschen Reiterlichen Vereinigung (FN) in Zusammenarbeit mit der Ersten Westernreiterunion Deutschland e.V. (EWU). Sie werden in Motivationsabzeichen und Leistungsabzeichen unterteilt.

## Motivationsabzeichen WRA 10—5
Die Motivationsabzeichen sollen den Teilnehmern theoretische und praktische Kenntnisse vermitteln und die Grundlagen des Westernreitens gelehrt und geprüft werden. Sie können in beliebiger Reihenfolge ohne Vorbedingungen auch mehrfach abgelegt werden.
- WRA 10: Umgang mit dem Pferd/Bodenarbeit
- WRA 9: Umgang mit dem Pferd – Trail an der Hand
- WRA 8: Western Horsemanship
- WRA 7: Reiten Trail
- WRA 6: Gelände und Naturtrail
- WRA 5: Horse & Dog Trail

## Leistungsabzeichen WRA 4—1
Die Leistungsabzeichen werden in vier Stufen unterteilt:
- WRA 4, früher Kleines Westernreitabzeichen (Klasse IV)
- WRA 3, früher Westernreitabzeichen Bronze (Klasse III)
- WRA 2, früher Westernreitabzeichen Silber (Klasse II)
- Goldenes Reitabzeichen, früher Westernreitabzeichen Gold (Klasse I)

Die WRA 4 bis 2 bauen aufeinander auf und werden mit Ablage einer Prüfung in mündlicher Theorie und Praxis erworben, das WRA 3 beinhaltet zusätzlich einen schriftlichen Prüfungsteil Theorie. Das Goldene Reitabzeichen wird nur aufgrund herausragender Turniererfolge des Reiters auf EWU-Turnieren vergeben.

### WRA 4
Das Westernreitabzeichen 4 vermittelt in der Theorie die Fachbereiche Pferdekunde (Fütterung, Haltung, Pflege und Gesundheit/Krankheiten), sowie Ausrüstung des Westernreiters und Grundlagen der Westernreitlehre. Diese Gebiete werden in der Prüfung zum WRA 4 abgefragt. Im praktischen Teil sind je eine Pattern (vorgeschriebene Aufgabe) in der Western Horsemanship und im Trail zu absolvieren; sowie das Reiten in der Gruppe (Abteilung). Beurteilt werden in allen Reit-Teilprüfungen Einwirkung und Sitz des Reiters.

### WRA 3
Den Einstieg in den Turniersport bietet das WRA 3, da es den direkten Ein- bzw. Aufstieg in die Leistungsklasse 3 ermöglicht. Weiterhin ist es Voraussetzung zur Ausbildung zum Trainer C Westernreiten. Theoretische Fachbereiche sind Pferdekunde (Fütterung, Haltung, Pflege und Gesundheit/Krankheiten), Ausrüstung des Westernreiters, Grundlagen der Westernreitlehre, Gelände- und Turnierreiten sowie der Tierschutz. Im praktischen Bereich wird eine Pattern (vorgeschriebene Aufgabe) in der Western Horsemanship, Trail sowie ein Geländeritt durchgeführt. Auch hier werden die Einwirkung und Sitz des Reiters sowie die Kontrolle über das Pferd maßgeblich beurteilt. Zur Teilnahme an einem Kurs zum WRA III (Bronze) muss ein Pferdeführerschein Umgang und Westernreitabzeichen 4 vorgelegt werden. Das WRA III (Bronze) kann seit 2010 nur in Ausnahmefällen ohne den Besitz des WRA IV sofort absolviert werden, im Normalfall ist das WRA IV Voraussetzung für das WRA III.

### WRA 2
Voraussetzung zur Teilnahme am WRA 2 ist das WRA 3. Das WRA 2 kann nicht nur durch Ablegen einer Prüfung erreicht werden, sondern kann auch aufgrund besonderer sportlicher Leistungen verliehen werden. Es ist zudem Voraussetzung zur Ausbildung zum Trainer A Western. In der Theorie werden tiefere Kenntnisse über das Pferd, Pferdehaltung und Zubehör, das EWU-Regelbuch, die einschlägigen Bestimmungen des Tierschutzgesetzes und das reiterliche Verhalten im Feld, Wald und auf den Straßen vermittelt. In der Praxis muss eine Pattern (vorgeschriebene Aufgabe) in der Western Horsemanship geritten werden. Dazu jeweils eine Ranch Riding oder einen Trail oder eine Superhorse, Reining oder Western Riding.

### Gold
Das Goldene Reitabzeichen kann nicht durch Ablage einer Prüfung erreicht werden, sondern wird ausschließlich durch den Vorstand der EWU für besondere, sportliche Leistungen verliehen. Maßgeblich sind hier Punkte, die der Reiter in LK1/2 auf A/Q; A- und B-Turnieren oder der German Open (Deutsche Meisterschaften) sammelt. Der Reiter muss eine Vorbildfunktion in allen Bereichen des Westernreitsports darstellen und diesen positiv repräsentieren. Weiterhin ist das Verhalten zwischen dem Reiter und dem Pferd entscheidend.